# Contorno Oeste Ottomar de Souza Pinto
O  Contorno Oeste Ottomar de Souza Pinto, mais conhecido simplesmente como Contorno Oeste, é um anel viário construído na cidade brasileira de Boa Vista, capital do estado de Roraima. Com quase 30 quilômetros de extensão, o Contorno Oeste desvia do perímetro urbano parte do fluxo de veículos em trânsito nas principais rodovias de Boa Vista.
É uma rodovia federal controlada pelo Departamento Nacional de Infraestrutura de Transportes (DNIT), sendo oficialmente considerado um ramal da BR-174. Assim, o Contorno Oeste desvia parte do fluxo urbano daquela rodovia, que constitui o principal tronco rodoviário do estado cortando-o de norte a sul, e que tem com extremos Manaus e Venezuela num total de quase 1.000 km.
O anel viário de Boa Vista limita-se a contornar a parte oeste da cidade por conta do rio Branco, o que torna impossível a continuação da obra pelo leste. Não fosse esse obstáculo fluvial, o Contorno interceptaria mais duas rodovias federais: BR-401 e BR-432.

## Extensão
Na altura do Km 496 da BR-174 inicia-se o Contorno Oeste, com acesso através de viaduto de 33 metros construído na interseção com a Avenida Brasil. Neste ponto, são desviados os veículos oriundos de Manaus e dos municípios do sul do estado.
Seguindo-se 11,6 km pelo anel viário, que começa contornando a Zona Oeste da capital, encontra-se a rodovia estadual RR-205, que segue para Alto Alegre.
Após o entroncamento com a RR-205, o Contorno Oeste passa sobre a segunda ponte sobre o rio Cauamé e segue até reencontrar a BR-174 no Km 524,1 (sentido Pacaraima e Venezuela), na altura da Zona de Processamento de Exportação de Boa Vista (em processo de implantação), entroncando também com a RR-319.

## Rodovias envolvidas
- BR-174 — trechos Norte (para Manaus) e Sul (para Venezuela).
- RR-205 — estrada para Alto Alegre
- RR-319 — Transarrozeira

Os fluxos das BR-210 e BR-432 (para Guiana) também podem ser conduzidos ao Contorno Oeste seguindo-se pela Avenida Brasil após o trevo de Boa Vista.

## Projeto
Obras realizadas
- Anel viário de 28,7 km[7] com 12 metros de largura;
- Duplicação de sete quilômetros da Avenida Brasil (totalizando 9 km) — artéria suburbana de acesso ao anel viário;
- Ponte sobre o igarapé Grande;[8]
- Viaduto de 33 metros no entroncamento da Avenida Brasil com o Contorno Oeste;
- Viaduto de 15 metros no entroncamento da Avenida Brasil com a avenida Estrela D'Alva.

O Contorno Oeste teve sua construção iniciada em 2007 a um custo inicial previsto em R$ 61 milhões, onde R$ 58 milhões foram provenientes de convênio com o Ministério dos Transportes e os outros R$ 3 milhões dados como contra-partida do Município. Com previsão inicial de 18 meses meses, a obra atrasou e houve suspeita de superfaturamento pelo controle do Tribunal de Contas da União, que reteve preventivamente os valores.
Em 2011 a obra estava enfim concluída.

## Denominação
Em 17 de dezembro de 2009 foi sancionada a Lei nº 12.129, que denominava o Contorno Oeste de Boa Vista como Contorno Oeste Ottomar de Souza Pinto, numa homenagem ao ex-governador falecido anos antes. Ottomar Pinto governou por três vezes o estado de Roraima.
Segue a íntegra da Lei.
Lei nº 12.129, de 17 de dezembro de 2009
Denomina Contorno Oeste Ottomar de Souza Pinto o trecho do Contorno Oeste de Boa Vista, no Estado de Roraima, que faz a ligação da BR-174 Norte à BR-174 Sul.
O Vice-Presidente da República, no exercício do cargo de Presidente da República Faço saber que o Congresso Nacional decreta e eu sanciono a seguinte Lei:
Art. 1º   É denominado Contorno Oeste Ottomar de Souza Pinto o trecho do Contorno Oeste de Boa Vista, no Estado de Roraima, que faz a ligação da BR-174 Norte à BR-174 Sul.
Art. 2º   Esta Lei entra em vigor na data de sua publicação.
Brasília,  17  de dezembro de 2009; 188º da Independência e 121º da República.
JOSÉ ALENCAR GOMES DA SILVA
Alfredo Nascimento
DOU de 18.12.2009